# Corpo di spedizione italiano in Anatolia
Il Corpo di spedizione italiano in Anatolia (poi nel Mediterraneo Orientale) fu un contingente oltremare del Regio Esercito inviato nella zona sud-occidentale della Turchia asiatica nel 1919, dopo la fine della prima guerra mondiale, fino al 1922.
Un analogo contingente fu inviato a Costantinopoli.

## Storia
Al termine della prima guerra mondiale e secondo le condizioni diplomatiche espresse dal Patto di Londra e dagli accordi di San Giovanni di Moriana, contingenti interalleati,  affiancarono le forze militari greche nell'occupazione della Turchia ottomana.

### Il contingente in Anatolia
Nella primavera del 1919 formazioni della Regia Marina e del Regio Esercito operarono degli sbarchi in profondità nel territorio anatolico, partendo dall'avamposto di Rodi nel Dodecaneso. Non potendo occupare la città di Smirne, capoluogo della zona, per via delle difficoltà internazionali con gli interessi della Grecia, le mete principali risultarono essere Adalia, Bodrum e Scalanova, principali porti della costa sud-occidentale della penisola turca. Nel primo mese di occupazione il Corpo di Spedizione si aggirò sulle 12.000 unità.
La presenza italiana si caratterizzò da principio come un atto di forza contro le stesse Potenze vincitrici della guerra (Gran Bretagna e Francia in primis), che non diedero valore agli accordi bellici con l'Italia, per via della defezione russa e della supposta invalidità dei medesimi accordi, essendosi dissolta una delle controparti. Con i mesi, dopo aspri scontri tra i ministri Sonnino e Salandra con gli omologhi alleati, la situazione divenne più distesa. Il punto principale e spinoso della questione era che sebbene la Grecia ottenesse più credito al tavolo negoziale di Parigi, l'Italia attraverso il suo contingente in loco mostrava molto più tatto e umanità nei confronti della popolazione locale, che invece a rischio di scontri armati si oppose immediatamente alla prepotenza ellenica sul suolo ex ottomano.
Questa ondivaga situazione si protrasse sin al luglio del 1919, quando Roma e Atene raggiunsero un accordo spartitorio (accordi Tittoni-Venizelos), nei quali si riconoscevano le rispettive aree d'interesse e occupazione. Il problema principale però rimase la resistenza turca, sempre più robusta a seguito della rivolta interna capeggiata dal generale nazionalista Mustafa Kemal.
Il contingente italiano, che si presentò sempre in modo autorevole rispetto alle popolazioni locali, nonostante la condizione di occupante, inizialmente disponeva anche della 59ª Squadriglia Ansaldo S.V.A. 10 fino alla fine del 1919, ma con il passare dei mesi venne notevolmente ridotto a seguito della smobilitazione dell'Esercito e della politica economica portata avanti da Nitti.

### Il contingente a Costantinopoli

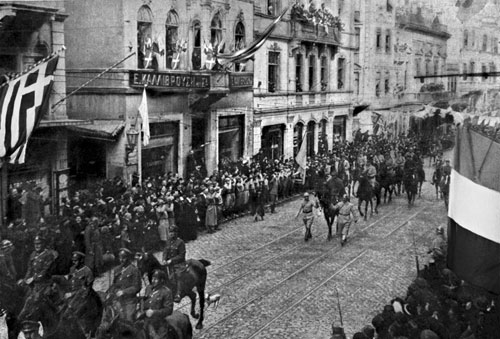
Le truppe alleate entrano a Costantinopoli

Un Corpo di spedizione italiano nell'Egeo, fu inviato nel corso dell'Occupazione di Costantinopoli da parte delle truppe alleate, in conformità con l'Armistizio di Mudros, che concluse la partecipazione degli Ottomani nella prima guerra mondiale. Le truppe italiane sbarcarono a Galata il 7 febbraio 1919. Sì trattava di un Battaglione italiano del Regio esercito con 19 ufficiali e 740 soldati sbarcò al molo di Galata; il giorno dopo si aggiunsero altri 283 Carabinieri, comandati dal colonnello Balduino Caprini. I carabinieri assunsero compiti di polizia. Il 10 febbraio, la Commissione suddivise per la polizia interessata alla città in 3 zone: Stambul (la città vecchia) venne assegnata ai francesi, Pera-Galata agli inglesi e Kadiköy e Scutari agli italiani.

### L'accorpamento dei contingenti
Dall'agosto 1919 il contingente prese poi il nome di Corpo di Spedizione italiano nel Mediterraneo Orientale, fondendosi con quello dell'Egeo, con il quale fino ad allora condivideva parte della struttura logistica e operativa nel Dodecaneso.
Dopo oltre tre anni e dopo vari ripiegamenti, dovuti appunto alle forti riduzioni organiche, nel corso del 1922 gli ultimi reparti abbandonarono anche le città rivierasche, temendo l'avanzata kemalista, che a nord aveva sconfitto il ben più cospicuo corpo di spedizione ellenico.
A Costantinopoli rimasero fino all'ottobre 1923, quando furono rilevate dalle truppe della Repubblica turca.

### Alti commissari
- novembre 1918 – gennaio 1919: conte Carlo Sforza
- settembre 1920 – 22 ottobre 1923: marchese Eugenio Camillo Garroni

## Organica del Corpo di spedizione al 1º settembre 1919
Quartiere generale: ufficiali 37, truppa 208, cavalli ufficiali 6, quadrupedi 29

Fanteria: ufficiali 236, truppa 7.842, cavalli ufficiali 11, quadrupedi 757

Bersaglieri ciclisti: ufficiali 19, truppa 478

Bersaglieri: ufficiali 33, truppa 343, quadrupedi 100

Cavalleria: ufficiali 17, truppa 375, cavalli ufficiali 17, quadrupedi 283

Artiglieria: ufficiali 19, truppa 796, cavalli ufficiali 4, quadrupedi 383

Genio: ufficiali 30, truppa 1.069, quadrupedi 352

Sanità: ufficiali 26, truppa 406, quadrupedi 170

Sussistenza: ufficiali 13, truppa 344, quadrupedi 112

50° autoreparto: ufficiali 6, truppa 326

Corpo regie guardie di finanza: ufficiali 9, truppa 436

Carabinieri reali: ufficiali 17, truppa 418, cavalli ufficiali 4, quadrupedi 60

Totale: ufficiali 462, truppa 13.041

### Composizione del Corpo di spedizione
Comando del Corpo di spedizione:
- stato maggiore
- quartiere generale
- carabinieri reali
- auto drappello
- ufficio postale (numero 94)
- truppe

Fanteria:
- Comando brigata Livorno con due compagnie mitragliatrici
- 33º Reggimento fanteria "Livorno" (3 battaglioni, ciascuno di 3 compagnie fucilieri, su tre plotoni e 1 compagnia mitragliatrici su 8 armi)
- 34º Reggimento fanteria "Livorno" (4 battaglioni, costituiti come il precedente)
- XXVI Battaglione bersaglieri (2 compagnie bersaglieri, ciascuna su tre plotoni, di cui una con soli quadri ufficiali; 1 compagnia mitragliatrici su 8 armi)
- IV Battaglione bersaglieri ciclisti (3 compagnie ciclisti, ciascuna su tre plotoni e 1 compagnia mitragliatrici su 6 armi)
- Reparto italiano di Conia
- Reparto italiano di Costantinopoli

Cavalleria:
- II Gruppo squadroni 20º Reggimento "Cavalleggeri di Roma" (2 squadroni)
- 1 plotone autonomo 18º Reggimento "Cavalleggeri di Piacenza"

Artiglieria:
- XL Gruppo artiglieria da montagna (3 batterie da 65/17 e 1 batteria da 70/15)

Genio:
- zappatori: LII Battaglione genio (3 compagnie senza sezioni da ponte)
- telegrafisti: 2 compagnie
- radio telegrafisti: 4 sezioni
- fotoelettrici: 1 sezione

R. Guardia di Finanza:
- Circolo mobilitato dall'Egeo

Servizi
Sanità:
- 1 sezione e mezza di sanità
- 2 ospedaletti da campo da 50 letti
- 1 ospedale base di Rodi
- 2 convalescenziari (Rodi e Cos)
- Varie infermerie presso i corpi
- 7 ambulatori in Anatolia per la popolazione civile

Commissariato:
- 1 sezione e mezza sussistenza
- 1 sezione forni mod. 97

Artiglieria:
- sezione staccata di artiglieria

Genio:
- magazzino avanzato del genio

Veterinaria:
- 1 infermeria quadrupedi
- 6 posti di medicazione quadrupedi

Postale:
- Uffici postali (civile di Rodi, ufficio postale militare 94, ufficio postale militare 162, ufficio
- postale di Smirne 171)

Tappe:
- 1 salmeria a disposizione
- 1 autoreparto

Reparti dipendenti solo disciplinarmente
- Conia: 1 battaglione del 136º Reggimento fanteria "Campania" (su 4 compagnie fucilieri e 2 compagnie

mitragliatrici su 8 armi)
Aliquota per i vari servizi
- Costantinopoli: comando 62º Reggimento fanteria "Sicilia" e 1 battaglione su 4 compagnie fucilieri

e 1 compagnia mitragliatrici.

### Comandanti del Corpo di spedizione
- Giuseppe Battistoni dal 29 aprile 1919 al 24 luglio 1919
- Luigi Bongiovanni dal 24 luglio 1919 al 17 agosto 1919
- Vittorio Elia dal 17 agosto 1919 al 18 dicembre 1919
- Achille Porta dal 18 dicembre 1919 al 7 agosto 1920
- Giorgio Fusoni dal 7 agosto 1920 al 29 aprile 1922